# Golpe de Estado en Grecia de 1922
El golpe de Estado en Grecia de 1922 en Grecia fue un pronunciamiento por parte de ciertos oficiales de inclinaciones revolucionarias y antidinásticas tras la derrota militar a manos de la nueva República turca en la guerra de 1919-1922.

## Desarrollo

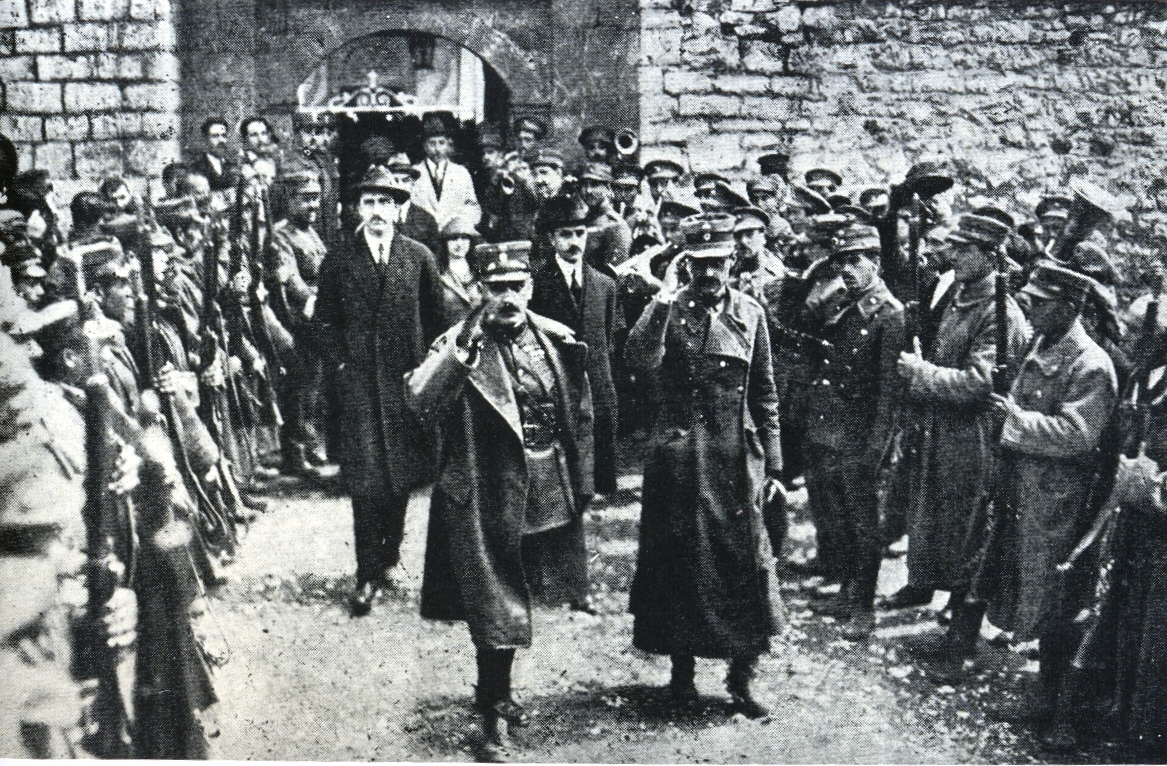
Stilianos Gonatas (centro) y Nikolaos Plastiras (derecha), en el otoño de 1922, tras el pronunciamiento militar.

Tras la derrota en Asia Menor, el Grupo de Ejércitos Sur fue evacuado por mar a las islas de Quíos y Mitilene. Allí ciertos jóvenes oficiales de grado intermedio, descontentos con la situación militar y la derrota y con el Ejército en disolución, decidieron formar un «comité revolucionario». Los principales miembros eran el capitán del buque Lemnos, Dimitrios Fokas, el coronel Stilianos Gonatas, apolítico, y el coronel Nikolaos Plastiras, hasta entonces simpatizante de Eleftherios Venizelos.
El 26 de septiembre de 1922 la noticia de la revuelta militar llegó a Atenas. Los rebeldes, en nombre del Ejército y de la población de las islas donde habían sido evacuados, exigían la abdicación del rey Constantino I de Grecia, la renuncia del Gobierno, la disolución del Parlamento y el refuerzo del frente en Tracia.
El príncipe Nicolás ante el amotinamiento de la Armada, solicitó a los británicos un navío de guerra para proteger a la familia real. A las 7:30 el Lemnos, tras cruzar el Egeo, atracó en Lavrio y los dirigentes rebeldes exigieron la aceptación de sus reclamaciones antes de las 10:00 p. m. El Gobierno dimitió en pleno. Los alzados dieron al rey un nuevo plazo, hasta las 5:00 a. m. del día siguiente, para abdicar y el monarca, tras consultar con Ioannis Metaxás, accedió.
La escasa resistencia al golpe desapareció hacia mediodía, cuando la abdicación fue publicada, y a las 3 de la tarde juraba el nuevo soberano, Jorge II de Grecia. El 28 de septiembre de 1922, el grueso de las tropas, doce mil hombres, entró en la capital y el triunvirato de Gonatas, Plastiras y Focas se hizo con el gobierno. Las potencias no reconocieron la autoridad del nuevo Gobierno. Varios de los ministros monárquicos fueron inmediatamente detenidos. Ante el temor de que fuesen al punto ejecutados, el embajador británico trató de mediar con los militares. Los coroneles accedieron a la petición de los embajadores británico y francés de juzgar a los ministros con un tribunal civil y formar un nuevo Gobierno civil, en la práctica títere de los militares, encabezado por Sotirios Krokidas.

## Consecuencias

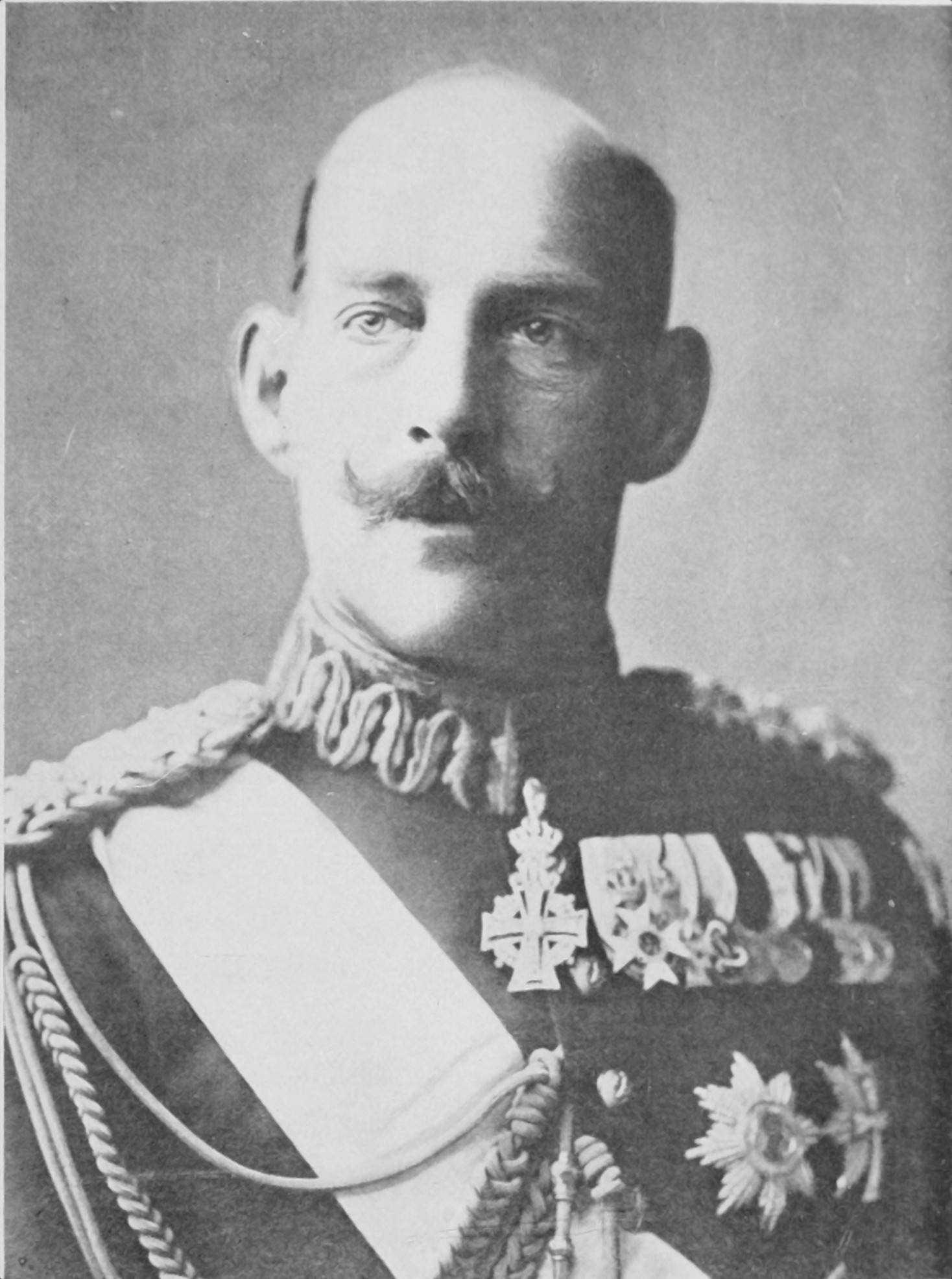
Constantino I de Grecia, expulsado definitivamente del trono por la revuelta militar, murió al año siguiente en el exilio.

El nuevo gabinete solicitó a Venizelos que lo representase ante las potencias en la conferencia de paz que había de celebrarse el Lausana, petición que este aceptó.
Mientras, Constantino abandonó el país, esta vez para siempre, la tarde del 30 de septiembre de 1922; murió al año siguiente en Palermo.
En el ínterin, los turcos avanzaron hasta las líneas aliadas en Çanakkale, lo que originó varios días de tensión en los que pareció que habría un enfrentamiento entre ambas fuerzas. Finalmente todas las partes alcanzaron un acuerdo por el que los griegos se retirarían al oeste del Maritsa y Tracia Oriental sería ocupada por tropas aliadas hasta su traspaso a Turquía. El acuerdo se firmó en Mudania el 11 de octubre de 1922. El compromiso llevó a la caída del gabinete de coalición de David Lloyd George en el Reino Unido por el descontento de los conservadores, que le retiraron su apoyo.
A la vez, gran cantidad de población cristiana abandonó Asia Menor, en parte expulsada por las autoridades turcas, que enviaron a batallones de trabajo a gran parte de la población masculina entre los dieciocho y los cuarenta y cinco años, en los que muchos perecieron. Para cuando el éxodo acabó, alrededor de un millón y medio de personas habían pasado a Grecia. Parte de los refugiados provenían de Tracia, que gran parte de la población evacuó ante el miedo a la llegada de los turcos.

## El «Juicio de los Seis»
En la capital el 19 de octubre de 1922 se formó una comisión de investigación del desastre en la contienda presidida por Theodoros Pangalos, extremista y señal de que los más radicales de entre los alzados estaban tomando el poder. El 23 se anunció que los acusados serían juzgados por un tribunal militar, lo que produjo sucesivas advertencias del embajador británico en contra de la ejecución de los detenidos.

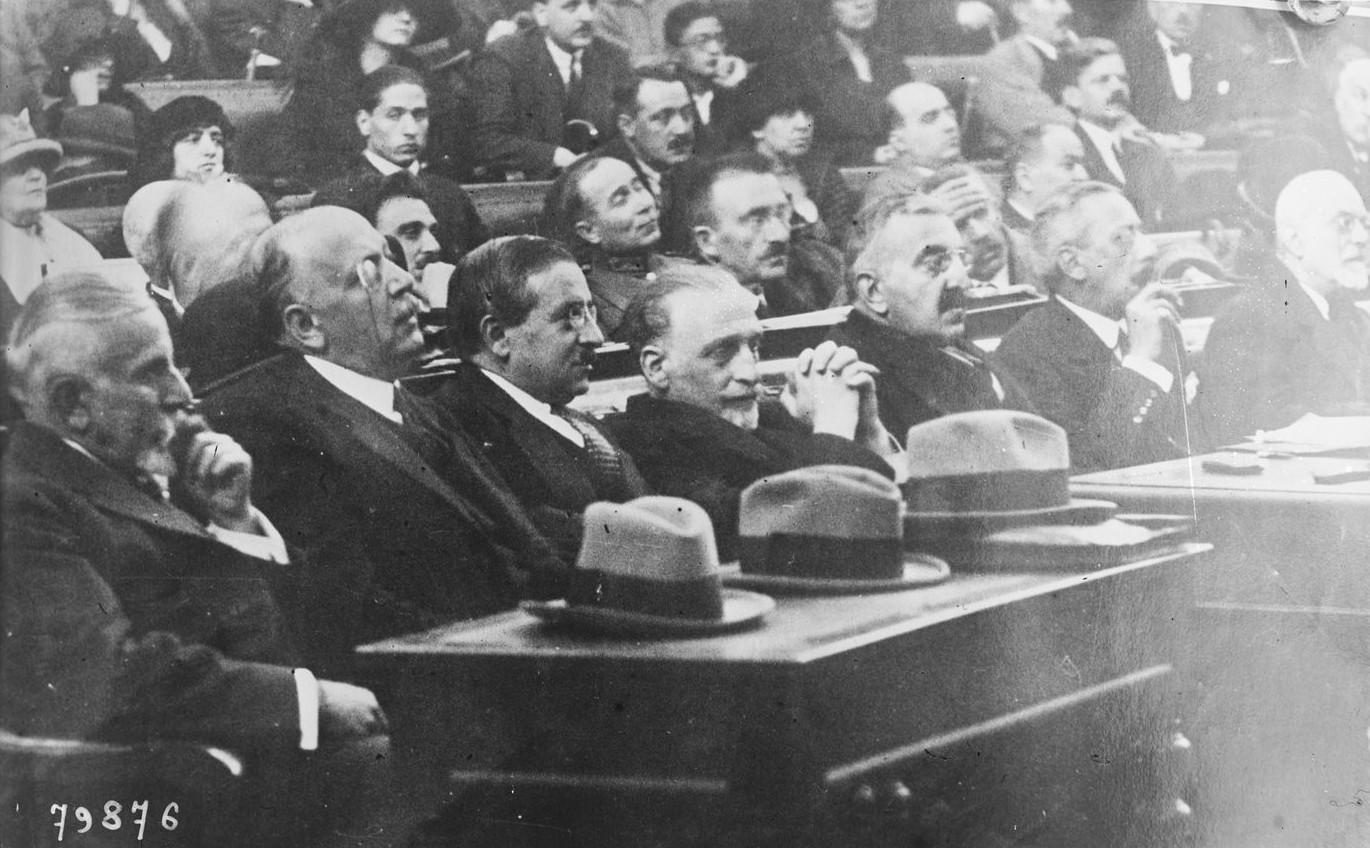
El banquillo de los acusados en el «Juicio de los Seis», de izquierda a derecha: el almirante Goudas, Georgios Baltatzis, el general Xenophon Stratigos, los ex primeros ministros Dimitrios Gounaris y Nikolaos Stratos, Nikolaos Theotokis, y el también expresidente del Gobierno Petros Protopapadakis.

Las conclusiones de la comisión de Pangalos llevaron a la acusación de traición para los ministros Dimitrios Gounaris —antiguo presidente del Gobierno—, Petros Protopapadakis —exministro de Finanzas—, Nikolaos Stratos —exministro del Interior—, Georgios Baltazzis —exministro de Asuntos Exteriores— y Nikolaos Theotokis —exministro de Guerra—, junto con los militares Georgios Hatzanestis, Jenofonte Stratigos y Michaíl Goudas. Los cargos, muy variados pero incorrectos, servían para realizar un juicio político de los antivenicelistas y poner en evidencia a los ministros por su corrupción e incompetencia. El juicio comenzó el 13 de noviembre de 1922; presidía el tribunal de diez oficiales el general Alexandros Othonaios.
El 24 de noviembre de 1922, al acercarse el final del juicio, el embajador británico amenazó con romper relaciones diplomáticas si no se aceptaban las propuestas de clemencia británicas, lo que llevó a la dimisión en bloque del Consejo de Ministros. A pesar de la presión británica, los dirigentes golpistas formaron un nuevo Gobierno, esta vez con el propio Gonatas como primer ministro y Pangalos como ministro de Defensa, y dictaron sentencia condenatoria el 28 de noviembre de 1922. A media mañana los condenados fueron trasladados a la colina de Goudi, a las afueras de la capital, y fusilados. Stratigos y Goudas fueron condenados a cadena perpetua. A pesar de que hubo otros juicios, no hubo más ajusticimientos, en parte por insistencia británica.

## Evolución
Venizelos logró convencer a los jefes militares de volver a un gobierno civil y abandonar la idea de continuar la guerra en Tracia. Poco a poco se asumió la idea de un intercambio de poblaciones con Turquía.
Un año más tarde el rey fue exiliado al proclamarse la república. La paz con Turquía se firmó finalmente el julio de 1923, en el Tratado de Lausana. El 30 de enero de 1923 se había alcanzado un acuerdo para el intercambio forzoso de poblaciones por religión (los ortodoxos debían pasar a Grecia y los musulmanes, a Turquía).